# Puerto Nare
Puerto Nare là một khu tự quản thuộc tỉnh Antioquia, Colombia. Thủ phủ của khu tự quản Puerto Nare đóng tại La Magdalena Khu tự quản Puerto Nare có diện tích 660 ki lô mét vuông. Đến thời điểm ngày 28 tháng 5 năm 2005, khu tự quản Puerto Nare có dân số 13104 người.